# Constanza de Aragón (1179-1222)
Constanza de Aragón (1179-Catania, Sicilia, 23 de junio de 1222) fue princesa de Aragón, reina consorte de Hungría (1196-1204) y de Sicilia (1209-1222), y emperatriz consorte del Sacro Imperio Romano Germánico (1212-1222).

## Biografía
Fue la mayor de las hijas de Alfonso II el Casto, rey de Aragón, y de su mujer, Sancha de Castilla. Era hermana del rey Pedro II el Católico. Por línea materna era nieta de Alfonso VII el Emperador, rey de León y Castilla.

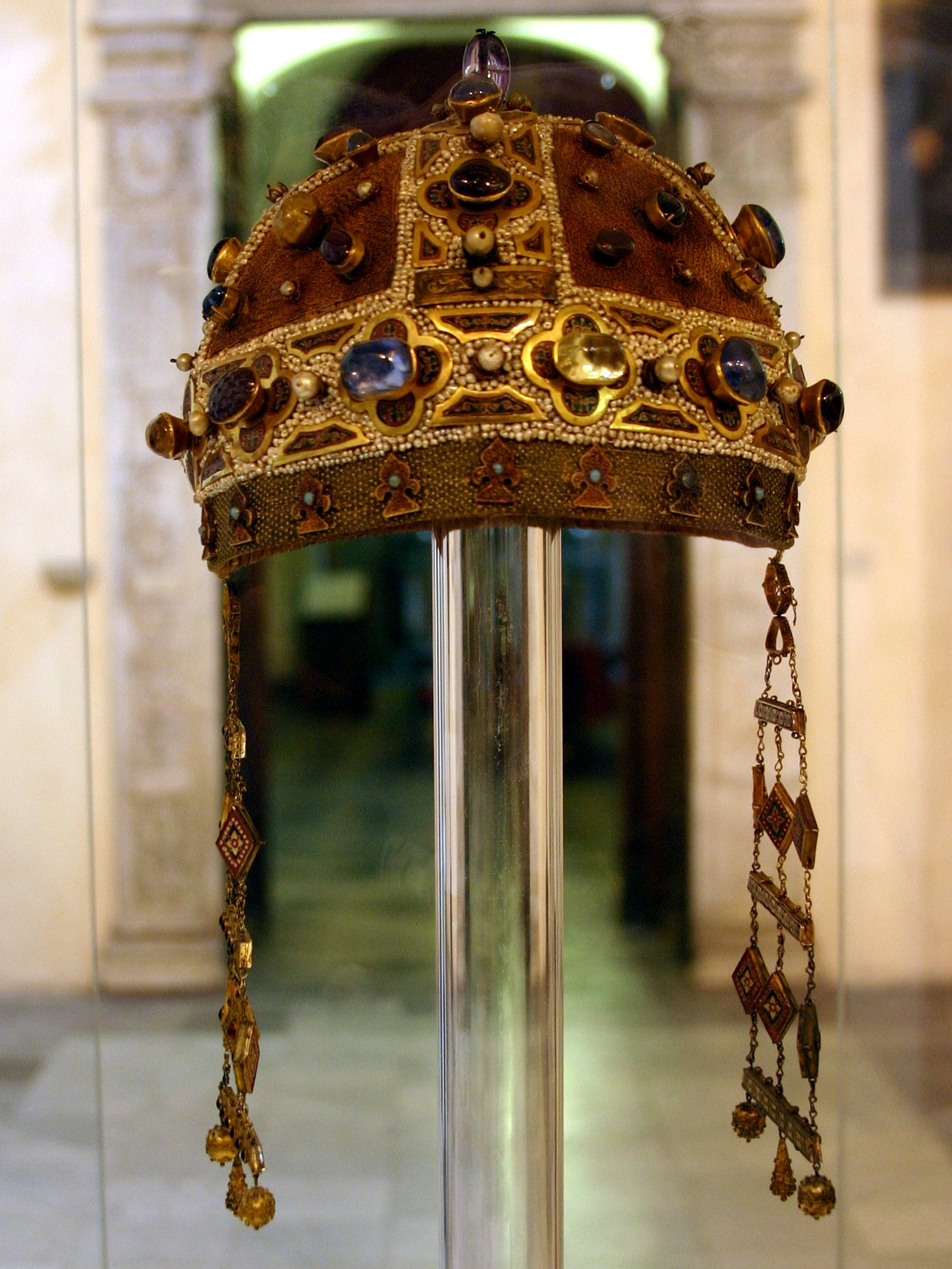
Corona de Constanza de Aragón.

Su padre murió en 1196 y el destino de Constanza fue decidido por su hermano,  el nuevo rey Pedro II. Pedro organizó su matrimonio con el rey Emerico I de Hungría, una Constanza de diecinueve años abandona Aragón y parte a Hungría, donde celebra su boda con Emerico en 1198. Al año siguiente (1199), da a luz un hijo, Ladislao.
El 26 de agosto de 1204, Emerico, sintiendo cercana la muerte, corona a su hijo como rey el 26 de agosto de 1204. El rey quería asegurarle la sucesión e hizo que su hermano Andrés le prometiera proteger al niño y ayudarle a gobernar el reino de Hungría hasta que alcanzara la edad adulta. Emerico falleció tres meses después, el 30 de noviembre de 1204.
Fue sucedido por el niño Ladislao, al que le pusieron el nombre de Ladislao III; como regente, queda, por orden expresa del rey, su hermano menor Andrés. Sin embargo, éste pronto comienza a dificultarles la vida al niño-rey y a su madre, asumió toda la autoridad real, mientras que Ladislao y Constanza quedaron prácticamente como prisioneros. La viuda Constanza es encerrada por Andrés II, y sus enormes tesoros equivalentes a 30.000 marcas fueron llevados a la sede principal de los caballeros hospitalarios estefanitas en Szentkirály. Poco después, Constanza consiguió huir a Viena con Ladislao.
Los dos encontraron refugio en la corte de Leopoldo VI de Austria, pero inesperadamente, el pequeño Ladislao III muere al año siguiente, el 7 de mayo de 1205, a los seis años de edad. El anterior regente y ahora nuevo rey, Andrés II, reclama el cuerpo de su sobrino, el cual es sepultado en la cripta real de Székesfehérvár en Hungría. El duque Leopoldo envió a Constanza de nuevo a Aragón.
A su llegada, establece su residencia en la Abadía de Nuestra Señora en Sigena, donde su madre, la reina-viuda Sancha era la Abadesa.
Su posición como hija mayor del rey y reina-viuda de Hungría, así como su ilustre linaje, la hicieron nuevamente una pieza clave en el intrincado ambiente político de aquel tiempo. Su hermano Pedro II, interesado en una alianza con el Sacro Imperio Romano Germánico, la compromete con el rey Federico II de Alemania, varios años menor que ella. En cuanto a Federico, fue presionado a este matrimonio por su tutor, el papa Inocencio III, según él, porque Constanza era catolicissima.
Constanza abandona nuevamente su patria, esta vez para no volver. Viaja hasta la ciudad siciliana de Mesina, donde celebra su boda con Federico en 1209. En 1211, da a luz a su segundo hijo —pero el primogénito de sus segundas nupcias—, Enrique, el cual es investido duque de Suabia por su padre y tendría un trágico final en 1244.
En 1212 es coronada junto a su esposo emperatriz del Sacro Imperio Romano Germánico.
Murió en Catania el 23 de junio de 1222. Sus restos se encuentran en la Catedral de Palermo, en un sarcófago romano, con una preciosa tiara de factura oriental.
| Predecesor: Margarita de Francia | Reina consorte de Hungría 1196-1204      | Sucesor: Gertrudis de Merania |
| Predecesor: Sibila de Acerra     | Reina consorte de Sicilia 1209-1222      | Sucesor: Yolanda de Jerusalén |
| Predecesor: María de Brabante    | Reina consorte de Romanos 1212/1215-1220 | Sucesor: Margarita de Austria |
| Predecesor: María de Brabante    | Emperatriz del Sacro Imperio 1220-1222   | Sucesor: Yolanda de Jerusalén |

## Cultura popular
Constanza de Aragón es una de las protagonistas de la novela Imperator (2010) de la escritora Isabel San Sebastián.